# Willie Mtolo
Willie Mtolo (eigentlich: William Bhekizizwe Mtolo; * 5. Mai 1964) ist ein südafrikanischer Marathon- und Ultramarathonläufer.
1985, 1986 und 1987 wurde er jeweils Zweiter der südafrikanischen Marathonmeisterschaft, 1986 in seiner persönlichen Bestzeit von 2:08:15 h. 1988 und 1989 errang er den nationalen Meistertitel in 2:10:18 h und 2:13:13 h. 1989 wurde er Zweiter beim Comrades Marathon über 89 km, und 1990 siegte er beim Two Oceans Marathon über 56 Kilometer.
Nach der Aufhebung der Sanktionen gegen südafrikanische Sportler trat er bei internationalen Rennen an. 1992 siegte er beim Enschede-Marathon und beim New-York-City-Marathon. 1993 wurde er Vierter beim Rotterdam-Marathon, erreichte aber beim Marathon der Leichtathletik-Weltmeisterschaften in Stuttgart nicht das Ziel. 1994 wurde er Zweiter in Rotterdam und 1995 Siebter beim London-Marathon. 2000 gewann er den Macau-Marathon.
In den 2000er Jahren kehrte er auf die Ultrastrecken zurück. Beim Two Oceans Marathon wurde er 2002 Dritter, beim Comrades Marathon 2002 Zweiter, 2003 Achter, 2004 Vierter und 2008 Zehnter.
Er hat den Willie Mtolo Athletic Club in Pinetown (KwaZulu-Natal) gegründet und zusammen mit Bruce Fordyce Hobbyläufer für den Comrades Marathon vorbereitet.